# COVID-19-Schutzmaßnahmen-Ausnahmenverordnung
Die COVID-19-Schutzmaßnahmen-Ausnahmenverordnung (SchAusnahmV) ist eine im Zusammenhang mit der COVID-19-Pandemie in Deutschland erlassene Rechtsverordnung der Bundesregierung.
In der Verordnung werden für bestimmte Personen Erleichterungen und Ausnahmen von den Geboten und Verboten geregelt, welche nach dem 5. Abschnitt des Infektionsschutzgesetzes (§§ 24 bis 32 IfSG) zur Bekämpfung der COVID-19-Pandemie von Bund und Ländern erlassen wurden.
Darunter fallen sämtliche Coronaschutz-, Quarantäne- und Absonderungsverordnungen der Länder.

## Entstehungsgeschichte
Mit Erlass der Verordnung machte die Bundesregierung von der gesetzlichen Ermächtigung in § 28c Infektionsschutzgesetz (IfSG) Gebrauch, die am 23. Mai 2021 durch das Vierte Gesetz zum Schutz der Bevölkerung bei einer epidemischen Lage von nationaler Tragweite in Kraft getreten war. Danach darf die Bundesregierung sowohl selbst durch Rechtsverordnung für Personen, bei denen von einer Immunisierung gegen das Coronavirus SARS-CoV-2 auszugehen ist oder die ein negatives Ergebnis eines Tests auf eine Infektion mit dem Coronavirus SARS-CoV-2 vorlegen können, Erleichterungen oder Ausnahmen von Geboten und Verboten regeln als auch die Landesregierungen zu entsprechenden Regelungen ermächtigen.
In einer Verordnung nach § 28c IfSG sollten insbesondere für den Regelungsbereich der bundesweit einheitlichen Schutzmaßnahmen („Bundesnotbremse“), die ebenfalls mit dem Vierten Bevölkerungsschutzgesetz in das IfSG aufgenommen worden waren und keine Ausnahmen vorsahen, von Seiten des Bundes einheitliche Ausnahmen getroffen werden. Die Verordnung mit ihren bundesweit einheitlich geltenden Bestimmungen kommt aber auch dann zum Tragen, wenn eine Landes-Verordnung gem. § 32 iVm. § 28a IfSG Verbote und Testvorgaben enthält.
§ 28c Satz 3 IfSG sieht die Zustimmung von Bundestag und Bundesrat vor. Diese „doppelte Zustimmungsbedürftigkeit“ wird in den Gesetzesmaterialien nur zum Teil begründet. Die Schaffung einer Ermächtigungsgrundlage unterstreiche die gesamtstaatliche Verantwortung der Bundesregierung. Die Zustimmung des Bundesrates zur Rechtsverordnung sei vorgesehen, um die Rechte der Länder bei Infektionsschutzmaßnahmen zu wahren. Die Beteiligung des Deutschen Bundestages wird nicht näher erläutert, dürfte jedoch mit der Wesentlichkeitstheorie und dem Parlamentsvorbehalt zu begründen sein. Damit knüpft das IfSG an eine entsprechende Wiederherstellung grundrechtlicher Freiheiten mit § 28c IfSG höhere verfahrensmäßige Anforderungen als an deren Einschränkung. So bleiben die Landesregierungen grundsätzlich weiterhin befugt, Maßnahmen nach §§ 24 bis 32 IfSG anzuordnen – ohne dass es dafür der Zustimmung von Bundestag, Bundesrat oder auch nur der Landesparlamente bedürfte.
Die Verordnung war vom Bundesjustizministerium entworfen und von der Bundesregierung am 4. Mai 2021 beschlossen worden. Anschließend wurde sie in den Bundestag eingebracht, wo sie am 5. Mai 2021 im Rechtsausschuss behandelt wurde. Am 6. Mai 2021 stimmte der Bundestag der Verordnung zu, am 7. Mai 2021 der Bundesrat. Am 8. Mai 2021 wurde die Verordnung im Bundesanzeiger verkündet und trat am Tage nach der Verkündung in Kraft, also am 9. Mai 2021.

## Inhalt
Ist aufgrund wissenschaftlicher Erkenntnisse hinreichend belegt, dass geimpfte und genesene Personen auch für andere nicht (mehr) ansteckend sind oder das Restrisiko einer Weiterübertragung ganz erheblich auf ein auch in anderen Zusammenhängen toleriertes Maß gemindert ist, müssen für diese Personengruppen im gebotenen Umfang Erleichterungen und Ausnahmen von Schutzmaßnahmen vorgesehen werden. Es handelt sich insofern nicht um die Einräumung von Sonderrechten oder Privilegien, sondern um die Aufhebung nicht mehr gerechtfertigter Grundrechtseingriffe. Die Bestimmungen gelten daher inzidenzunabhängig und unmittelbar.

### Geltungsdauer
Die Ermächtigungsgrundlage zum Erlass von besonderen Regelungen für Geimpfte, Getestete und vergleichbare Personen in § 28c IfSG gilt – anders als § 28a IfSG für besondere Schutzmaßnahmen und § 28b IfSG für bundeseinheitliche Schutzmaßnahmen – zeitlich unbefristet.

### Geltungsbereich
Die Erleichterungen und Ausnahmen der Verordnung gelten für Personen, bei denen von einer Immunisierung gegen das Coronavirus SARS-CoV-2 auszugehen ist oder die ein negatives Ergebnis eines Tests auf eine Infektion mit dem Coronavirus SARS-CoV-2 vorlegen können (§ 1 Abs. 1 SchAusnahmV).
Ausnahmen von dem Gebot zum Tragen einer Mund-Nasen-Bedeckung, dem Abstandsgebot im öffentlichen Raum sowie von Vorgaben in Hygiene- und Schutzkonzepten lässt die Verordnung jedoch auch für diese Personen nicht zu (§ 1 Abs. 2 SchAusnahmV). Erleichterungen und Ausnahmen gelten generell nicht für Personen, die typische Symptome einer Infektion mit dem Coronavirus SARS-CoV-2 aufweisen (Atemnot, neu auftretender Husten, Fieber und Geruchs- oder Geschmacksverlust) oder bei denen eine aktuelle Infektion mit dem Coronavirus SARS-CoV-2 nachgewiesen ist (§ 1 Abs. 3 SchAusnahmV).

### Begriffsbestimmungen

#### Rechtslage bis zum 18. März 2022
In § 2 SchAusnahmV wurde legaldefiniert, bei welchen Personen von einer Immunisierung gegen das Coronavirus SARS-CoV-2 auszugehen ist und welche Voraussetzungen ein negatives Testergebnis erfüllen muss, wenn von diesem Umstand bestimmte Rechtsfolgen abhängen. 

##### Personen, bei denen von einer Immunisierung auszugehen ist

###### Geimpfte Personen
Eine geimpfte Person ist eine Person, bei der aktuell kein typisches Symptom oder sonstiger Anhaltspunkt für eine Infektion mit dem Coronavirus SARS-CoV-2 vorliegt und die im Besitz eines auf sie ausgestellten Impfnachweises über das Vorliegen eines vollständigen Impfschutzes gegen das Coronavirus SARS-CoV-2 ist. Die zugrunde liegenden Schutzimpfungen müssen seit dem 15. Januar 2022 den Vorgaben des Paul-Ehrlich-Instituts (PEI) entsprechen (§ 2 Nr. 2, Nr. 3 SchAusnahmV). Welche Impfstoffe in welchen Kombinationen für das Vorhandensein eines vollständigen Impfschutzes in Betracht kommen sowie die Anzahl der jeweils  erforderlichen Impfdosen veröffentlicht das PEI auf seiner Website. Das VG Berlin meinte in einem Beschluss vom 18. Februar 2022, dass sich § 2 Nr. 3 SchAusnahmV mit hinreichender Wahrscheinlichkeit im Hauptsacheverfahren als rechtswidrig erweisen werde. Nach der Verordnungsermächtigung in § 28c IfSG habe nicht etwa das Paul-Ehrlich-Institut oder das Robert-Koch-Institut über den Immunisierungsstatus zu entscheiden habe, sondern die Bundesregierung. Eine Übertragung dieser Entscheidung überschreite die Grenzen der gesetzlichen Ermächtigung, so die 14. Kammer.
Bis zum 14. Januar 2022 mussten für einen vollständigen Impfschutz seit der letzten erforderlichen Einzelimpfung mindestens 14 Tage vergangen sein. Diese gesetzlich bestimmte Frist wurde mit Wirkung zum 15. Januar 2022 aufgegeben. Seitdem ist das Vorliegen einer vollständigen Schutzimpfung abhängig von den vom Paul-Ehrlich-Institut (PEI) im Benehmen mit dem Robert Koch-Institut (RKI) im Internet veröffentlichten Vorgaben hinsichtlich der „Intervallzeiten, die nach einer Impfung für einen vollständigen Impfschutz abgewartet werden müssen.“ Das Paul-Ehrlich-Institut hat auf seiner Website noch keine Angaben zu entsprechenden Intervallzeiten veröffentlicht.

###### Genesene Personen
Eine genesene Person ist eine Person, bei der aktuell kein typisches Symptom oder sonstiger Anhaltspunkt für eine Infektion mit dem Coronavirus SARS-CoV-2 vorliegt und die im Besitz eines auf sie ausgestellten Genesenennachweises ist. Der Nachweis muss seit dem 15. Januar den Vorgaben des Robert Koch-Instituts entsprechen (§ 2 Nr. 4, Nr. 5 SchAusnahmV). Diese betreffen etwa die Art der Testung und die Zeit, die die Testung zum Nachweis der vorherigen Infektion höchstens zurückliegen darf. Die Testung muss durch eine Labordiagnostik mittels Nukleinsäurenachweis (PCR, PoC-PCR oder weitere Methoden der Nukleinsäureamplifikationstechnik) erfolgen. Ein Antikörpertest reicht nicht aus.
Bis zum 14. Januar 2022 durfte die einem Genesenennachweis zugrundeliegende Testung mindestens 28 Tage sowie maximal sechs Monate zurückliegen.
Auch diese gesetzlich bestimmte Frist wurde mit Wirkung zum 15. Januar 2022 aufgegeben. Seitdem veröffentlicht das Robert Koch-Institut auf seiner Website die „Zeit, die die Testung zum Nachweis der vorherigen Infektion höchstens zurückliegen darf.“ Nach den Fachlichen Vorgaben des RKI für COVID-19-Genesenennachweise darf „das Datum der Abnahme des positiven Tests seitdem höchstens 90 Tage zurückliegen.“ Die Dauer des Genesenenstatus wurde damit von 6 Monate auf 90 Tage reduziert, da die bisherige wissenschaftliche Evidenz darauf hindeute, dass Ungeimpfte nach einer durchgemachten Infektion einen im Vergleich zur Deltavariante herabgesetzten und zeitlich noch stärker begrenzten Schutz vor einer erneuten Infektion mit der Omikronvariante hätten. Für ältere Genesenennachweise, die schon vor dem 15. Januar 2022 vorlagen, gibt es keinen Bestandsschutz. Alle vor dem 15. Oktober 2021 ausgestellten Nachweise waren daher mit Inkrafttreten der Neuregelung abgelaufen.
Am 3. Februar 2022 schränkte das RKI die verkürzte Geltungsdauer von 90 Tagen auf die Genesenennachweise ungeimpfter Personen ein.
Mit der Aufgabe bestimmter gesetzlicher Fristen in der SchAusnahmV zum 15. Januar 2022 wollte die Bundesregierung gewährleisten, „dass auch künftigen Veränderungen stets Rechnung getragen werden kann [...] und einem gültigen Impf- und Genesenennachweis ein tatsächlich hinreichender Impf- oder Immunschutz zugrunde liegt.“ Tatsächlich werden nach Ansicht von Kritikern durch diese Blankettverweisung der Parlamentsvorbehalt und der staatsrechtliche Bestimmtheitsgrundsatz vollständig preisgegeben. Der Inhalt der Webseiten des PEI und des RKI wird weder im Bundesgesetzblatt noch im Bundesanzeiger verkündet.
Das VG Osnabrück hielt die Verkürzung des Genesenenstatus auf 90 Tage durch den Verweis auf die Internetseite des Robert-Koch-Instituts (RKI) in einem Beschuss vom 4. Februar 2022 für verfassungswidrig und damit für unwirksam, weil der Verordnungsgeber ohne Rechtsgrundlage die Dauer des Genesenenstatus mittelbar durch einen (dynamischen) Verweis auf die vom RKI im Internet veröffentlichten Vorgaben auf – aktuell – 90 Tage nach festgestellter Infektion beschränke. Auch in der Sache fehle es für eine Verkürzung des Genesenenstatus an einer wissenschaftlich fundierten Grundlage. Deshalb sei die Verordnung in der Fassung vom 8. Mai 2021 anzuwenden, die den Genesenennachweis für den Zeitraum 28 Tage nach (positiver) PCR-Testung bis 6 Monate bestimme. Ebenso entschied das VG Hamburg mit Beschluss vom 14. Februar 2022. Die Regelung zur Verkürzung der Gültigkeit verstoße aufgrund der Bezugnahme auf die vom Robert Koch-Institut (RKI) jeweils im Internet veröffentlichten Anforderungen gegen das Rechtsstaats- und Demokratieprinzip. Der Bayerische Verwaltungsgerichtshof schloss sich am 3. März 2022 dieser Ansicht an.
Das Bundesverfassungsgericht (BVerfG) stellte sich in einem Beschluss zur einrichtungsbezogenen Impfpflicht vom 10. Februar 2022 „die Frage, ob und inwieweit eine bindende Außenwirkung der gem. § 20a Abs. 2 Satz 1 Nr. 1 und Nr. 2 IfSG, § 2 Nr. 3 und Nr. 5 SchAusnahmV dynamisch in Bezug genommenen Regelwerke der genannten Bundesinstitute eine hinreichende Grundlage im Gesetz findet.“

##### Getestete Personen
Eine getestete Person ist eine Person, bei der aktuell kein typisches Symptom oder sonstiger Anhaltspunkt für eine Infektion mit dem Coronavirus SARS-CoV-2 vorliegt und die entweder das sechste Lebensjahr noch nicht vollendet hat oder im Besitz eines auf sie ausgestellten Testnachweises ist. Der Test muss durch In-vitro-Diagnostika erfolgen, die für den direkten Erregernachweis des Coronavirus SARS-CoV-2 bestimmt sind, darf maximal 24 Stunden zurückliegen und muss von bestimmten Personen durchgeführt werden (§ 2 Nr. 6, Nr. 7 SchAusnahmV).

#### Rechtslage seit dem 19. März 2022
Mit Wirkung zum 19. März 2022 wurden die Begriffe Impf-, Genesenen- und Testnachweis „aufgrund der besonderen Bedeutung“ in § 22a Abs. 1–3 des Infektionsschutzgesetzes gesetzlich definiert. § 2 Nr. 2, 4 und 6b SchausnahmV verweisen seitdem auf diese Regelungen. In § 22a Abs. 4 IfSG wird die Bundesregierung ermächtigt, durch Rechtsverordnung mit Zustimmung des Bundesrates nach dem aktuellen Stand der Wissenschaft und Forschung von den Absätzen 1 bis 3 abweichende Anforderungen an einen Impf-, einen Genesenen- und einen Testnachweis zu regeln.

### Erleichterungen und Ausnahmen

#### Geltung aufgrund der SchAusnahmV
Im 2. Abschnitt werden für die Gruppen der Geimpften und Genesenen dieselben Ausnahmen eingeräumt, die in der „Bundesnotbremse“ bei einer Sieben-Tage-Inzidenz von über 100 für Getestete vorgesehen waren.
In der SchAusnahmV werden insbesondere
- bestehende Erleichterungen und Ausnahmen von Geboten und Verboten für getestete Personen auf geimpfte und genesene Personen erstreckt (3G-Regel), sodass für geimpfte und genesene Personen etwa ein negatives Testergebnis als Zugangsvoraussetzung entfällt (§ 3 SchAusnahmV),
- für geimpfte und genesene Personen Erleichterungen und Ausnahmen bei der Beschränkung von Zusammenkünften und des Aufenthalts außerhalb einer Wohnung oder einer Unterkunft vorgesehen (§ 4, § 5 SchAusnahmV),
- für geimpfte Personen und genesene Personen Ausnahmen von Absonderungspflichten vorgesehen (§ 6 SchAusnahmV).

Unter anderem gilt für geimpfte und genesene Personen, dass sie kein negatives Testergebnis als Zugangsvoraussetzung zu Dienstleistungen oder Warenangeboten vorlegen müssen; geimpfte und genesene Personen werden getesteten Personen gleichgestellt (§ 3, § 7 SchAusnahmV). Da jedoch auch Geimpfte und Genesene das SARS Cov-2-Virus übertragen können, dürfen seit dem 24. November 2021 gem. § 3 Abs. 2 Satz 2 SchAusnahmV auch für Geimpfte und Genesene Testpflichten vorgesehen werden (2G Plus). Außerdem sind auch geimpfte und genesene Personen zur Absonderung verpflichtet, wenn sie nach Voraufenthalt in einem Virusvariantengebiet im Sinne der Coronavirus-Einreiseverordnung in die Bundesrepublik Deutschland einreisen (§ 6 Abs. 2 Nr. 2 SchAusnahmV, § 2 Nr. 3a CoronaEinreiseV, § 2 Nr. 17 IfSG).

#### Landesrechtliche Verordnungen
In § 7 SchAusnahmV werden die Landesregierungen ermächtigt, weitergehende Erleichterungen und Ausnahmen für geimpfte Personen, genesene Personen und getestete Personen zu regeln, beispielsweise unter Berücksichtigung der konkreten Infektionslage vor Ort.
Hinsichtlich der Begriffsbestimmungen können die Länder auf die bundesrechtliche Legaldefinition in § 2 SchAusnahmV verweisen.
Verweisen landesrechtliche Verordnungsbestimmungen insoweit lediglich auf die bundesrechtlichen Regelungen der SchAusnahmV und entsprechen diesen inhaltlich, weisen sie keinen konstitutiven, über die bundesrechtlichen Bestimmungen hinausgehenden Regelungsinhalt auf. Deshalb können sie auch nicht mit einer verwaltungsgerichtlichen Normenkontrolle gem. § 47 Abs. 1 Nr. 2 VwGO angegriffen werden.